# Estaràs
Estaràs település Spanyolországban, Lleida tartományban. Estaràs Castellfollit de Riubregós, Pujalt, Sant Guim de Freixenet, Ribera d’Ondara, Cervera, Les Oluges, Sant Ramon és Ivorra községekkel határos. Lakosainak száma 162 fő (2024).

## Népesség
A település népessége az utóbbi években az alábbiak szerint változott:
| Lakosok száma | 201  | 560  | 461  | 337  | 179  | 186  | 177  | 176  | 162  | 162  |
|               | 1717 | 1887 | 1936 | 1960 | 1986 | 2004 | 2009 | 2014 | 2019 | 2024 |